# Fluchwort
Ein Fluchwort ist ein Kraftausdruck, der Ärger, Enttäuschung, Erstaunen oder Überraschung ausdrückt. Ein Fluchwort kann aus einem einzelnen Wort (Beispiel: verflixt!) oder auch aus einer idiomatischen Wortverbindung (Zum Kuckuck!) bestehen.
Ein auf ein Objekt bezogenes Fluchwort bildet einen Fluch oder eine Verwünschung, drückt also den Wunsch aus, dass jemandem ein Unheil widerfahren soll (Beispiel: Fahr zur Hölle!).

## Begriffsabgrenzung
Fluchwörter müssen von den folgenden ähnlichen Worttypen unterschieden werden.
- Ein Schimpfwort besetzt eine Person mit einer negativen Bedeutung und beleidigt sie auf diese Weise oder setzt sie herab (Beispiel: Dummkopf).
- Ein Vulgarismus ist derb, ordinär oder obszön und verletzt damit das Schamgefühl. Viele Fluchwörter sind gleichzeitig Vulgarismen (Beispiel: Scheiße!), bei anderen Fluchwörtern fehlt das Moment der Vulgarität (Beispiel: sapperlot!). Umgekehrt sind Vulgarismen, die nicht auf eine Wutabfuhr abzielen, keine Fluchwörter (Beispiel: pisswarmes Bier).
- Eine Blasphemie ist das Verhöhnen bestimmter Glaubensinhalte einer Religion. Viele Fluchwörter sind gleichzeitig Blasphemien. Diese Wirkung betrifft besonders Fluchwörter in traditionell katholischen Kulturen (Beispiel: ital. porco dio, „Gott [ist ein] Schwein“).[2]

### Italien
Im Italienischen überwiegen als allgemeine Kraftausdrücke blasphemische Flüche, etwa Dio cane („Hundegott“), porco Dio („Gott-Schwein“), Dio boia („Henkergott“), oder Madonna puttana („Muttergotteshure“). Diese Ausdrücke können jedoch euphemistisch abgewandelt werden: porco Dio wird dann etwa zu porco zio („Onkel-Schwein“). Diese Fluchwörter werden auch von der deutschsprachigen Bevölkerung in Südtirol (Norditalien) durch Sprachkontakt mit der italienischen Sprachgruppe verwendet.